# بودسهایم
بودسهایم (به آلمانی: Büdesheim) یک شهر در آلمان است که در بیتبورگ-پروم واقع شده‌است.